# NYMEX
Il NYMEX (New York Mercantile Exchange) è il principale mercato mondiale per futures ed options sui prodotti energetici, come petrolio e gas naturale; su metalli preziosi, come argento, oro, palladio e platino; e su metalli industriali, come alluminio e rame.
Le contrattazioni al NYMEX avvengono col sistema dell'Open Auction, vale a dire un'asta continua effettuata dagli operatori in un luogo fisico (Floor), combinata con i più avanzati sistemi telematici di contrattazione elettronica.